# Espectador

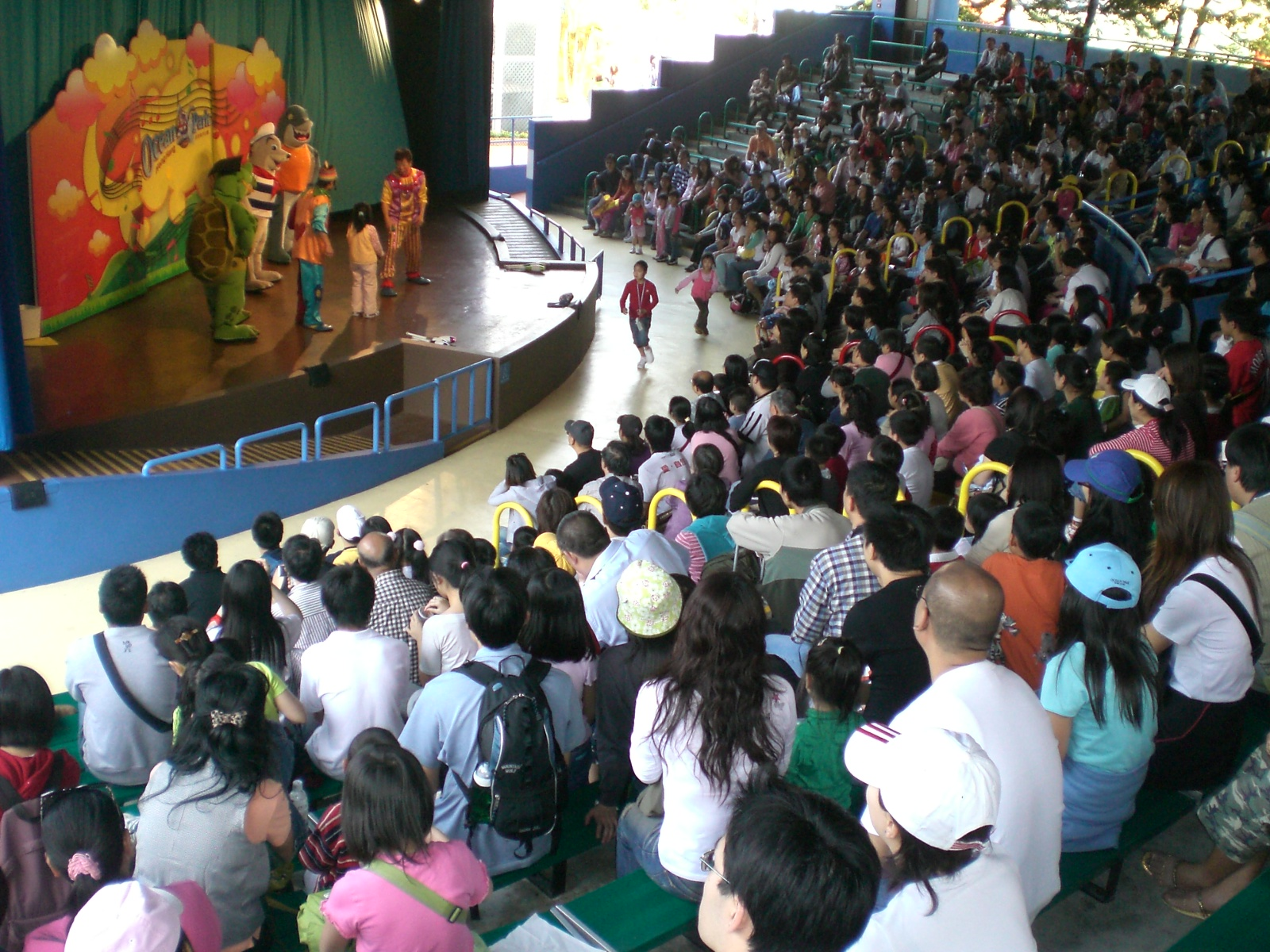
Espectadores assistindo a uma apresentação.

Espectadores observando um aquário.

Os espectadores (AO 1990: espectadores ou espetadores) são aqueles que apreciam um evento. Usualmente utiliza-se o termo para denominar aqueles que apreciam as artes cênicas, a música, o esporte(pt-BR) ou desporto(pt-PT?), a televisão, o cinema e os espaços arquitetônicos. São pessoas que assistem, escutam e recebem informações.
O conceito de "espectador" determina um ato passivo, o espectador não interage com o que está assistindo. Entretanto, como afirmou Peter Greenaway a invenção do controle remoto fez com que a passividade de quem assiste a um espetáculo diminuísse, o espectador de televisão passou a ter a possibilidade de interagir, selecionando o que deseja assistir. Com a invenção do videocassete, o espectador passou a poder escolher também o momento que deseja assistir. 
O estabelecimento da internet comercial possibilitou a que milhares de pessoas passassem a ter acesso a esse novo tipo de mídia. A internet eliminou o conceito de passividade do espectador de mídias, tornando possível novas formas de interação. O espectador passou a poder selecionar o que quer assistir, quando e onde. 
A interatividade da internet foi responsável por uma busca em novas formas de linguagem para as chamadas "mídias passivas", que começaram a perder audiência. Com a necessidade de interação, os produtores de televisão e de outras mídias começaram a adicionar elementos interativos para evitar perder espectadores. Atualmente existe uma mescla das mídias mais antigas com internet, telefone, celular e outros aparelhos de comunicação móvel, integrando essas diversas mídias, procurando aumentar ainda mais a interatividade. 
É possível que brevemente o conceito de "espectador" fique completamente ultrapassado e seja criado um novo termo para substitui-lo.
A partir dos produtos culturais mais recentes da história e das perspectivas futuras nos novos regimes de subjetividade proporcionados pelos games, pelas imagens em 3D e pelo ciberespaço, podemos pensar especialmente na perspectiva de mudança da concepção de um sujeito/espectador para um sujeito/assujeitado na pulsão escópica,“satisfação” pulsional inerente ao seu objeto, o “olhar”, percurso que, para muitos, está ainda em seu começo.